# محمد فتحعلی
محمد فتحعلی (زاده ۱۳۳۴) دیپلمات ایرانی و معاون اداری و مالی وزارت امور خارجه ایران است.

## مدارک تحصیلی
- کارشناسی ارشد معارف اسلامی و علوم سیاسی
- دکترای مدیریت راهبردی

## سوابق کاری
- ۱۳۷۵–۱۳۷۰ رئیس دفتر تحقیقات حوزه معاونت ارتباطات
- ۱۳۷۸–۱۳۷۵ کنسول جمهوری اسلامی ایران در پیشاور
- ۱۳۸۰–۱۳۷۸ معاون اداره دوم مشترک‌المنافع
- ۱۳۸۰ تا ۱۳۸۲ رئیس دبیرخانه دریای خزر
- ۱۳۸۷–۱۳۸۲ سفیر جمهوری اسلامی ایران در ازبکستان
- ۱۳۹۳–۱۳۸۷ رئیس مرکزی گزینش وزارت امور خارجه
- ۱۳۹۳ تا ۱۳۹۷ سفیر ایران در لبنان
- ۱۳۹۷ تا ۱۴۰۰ ریس اداره خلیج فارس
- ۱۴۰۰ تاکنون معاون اداری و مالی وزارت امور خارجه

## پژوهش‌ها
1. اهمیت حوزه پاسفیک در آینده روابط بین‌الملل
2. تأثیر نفت بر توسعه اقتصادی جمهوری اسلامی ایران
3. تبیین نفش فناوری ارتباطات بر دیپلماسی
4. تبیین اهداف راهبردی نظامی جمهوری اسلامی ایران
5. مؤلفه‌های فرهنگی و اجتماعی تأثیرگذار بر جریان بیداری اسلامی و اثرات آن بر محیط بین‌الملل